# Ask.com
Ask.com (ранее известная как AskJeeves.com) — поисковая система, фокусом которой является поиск ответов на вопросы. Сервис был основан в 1996 году в Беркли, Калифорния Гарреттом Грюнером и Дэвидом Уортоном. Изначально сайт AskJeeves.com был построен на основе поисковой машины, написанной Гарри Чевски.
Первыми инвесторами Ask.com стали венчурные компании Highland Capital Partners, Institutional Venture Partners, и The RODA Group.
Сегодня Ask.com принадлежит InterActiveCorp, акциями которой торгуют на NASDAQ под обозначением IACI. В конце 2010 года, под давлением непреодолимой конкуренции с Google, компания отказалась от поддержки собственной поисковой машины, отдав эту функцию на аутсорсинг, и вернувшись к первоначальной модели сервиса ответов на вопросы.
В 2010 году пост CEO компании занял Дуглас Лидс.

## История
Изначально Ask.com был назван Ask Jeeves, где “Jeeves" (Дживс) – имя личного камердинера, который находит для пользователя ответ на любой заданный вопрос. Персонаж Дживса основан на образе вымышленного героя П. Г. Вудхауза из его знаменитого цикла комических романов и рассказов об аристократе Берти Вустере и его камердинере Дживсе.
Первоначальная идея сервиса Ask Jeeves состояла в том, чтобы, кроме обычного поиска по ключевым словам, на свои вопросы пользователи могли получать ответы, написанные естественным живым языком. Современная версия Ask.com до сих пор придерживается этого принципа, добавив к нему поддержку математических, словарных вопросов и вопросов по конверсии различных величин.
В 2005 году компания объявила о своих планах отказаться от Дживса. 27 февраля 2006 года персонаж исчез со страницы Ask.com, по официальной версии “уйдя на пенсию”. Тем не менее, в 2009 году британская/ирландская версия сайта, uk.ask.com, вернула персонажа обратно.
В собственности InterActiveCorp находится ряд веб-сайтов, включая версии сервиса для таких стран как Великобритания, Германия, Италия, Япония, Нидерланды и Испания, а также первый в мире детский поисковый сайт Ask Kids, Teoma и другие.
4 июля 2008 года InterActiveCorp объявила о покупке Lexico Publishing Group, в собственности которой находятся сервисы Dictionary.com, Thesaurus.com и Reference.com.
В конце 2010 года Ask.com запустил мобильное приложение для iPhone.
В конце августа 2012 года Ask.com объявил о покупке компании About.com.

## О Корпорации
Акциями Ask Jeeves, Inc. торговали на фондовой бирже NASDAQ с июля 1999 по июль 2005 года под обозначением ASKJ. С июля 2005 года, последней стоимостью в 1,85 долларов США, компания была куплена InterActiveCorp, и обозначение ASKJ перестало существовать.

## Панель инструментов Ask
Ask Toolbar (панель инструментов Ask) – приложение для веб-браузера, которое представляет собой дополнительную панель инструментов в окне или меню браузера. Часто панель инструментов устанавливается в процессе установки другого программного обеспечения. Ask.com поддерживает партнерские отношения с несколькими компаниями по производству и продаже ПО, в результате чего последние обязуются распространять панель инструментов Ask вместе со своим программным обеспечением.

## Маркетинг и продвижение

### Спонсирование NASCAR
14 января 2009 года Ask выступил в роли официального спонсора машины № 96 гонщика NASCAR Bobby Labonte. Ask.com стал основным спонсором номера 96 на протяжении 18 из первых 21 заездов.

### Симпсоны
15 июля 2012 года в серии «The D’oh-cial Network» мультсериала  Симпсоны была приведена ссылка на Ask Jeeves как на «Интернет-неудачу».

### Реклама на автобусах
В рамках рекламной кампании в 2012 году в таких крупных городах США, как Нью-Йорк, появились автобусы, покрытые наиболее популярными вопросами пользователей Ask.com. Ответы на вопросы предполагалось найти на сайте.

## Критика
После своего выхода из высококонкурентного рынка поисковых систем, компания Ask.com попала под шквал критики от экспертов в индустрии. Ask.com не мог успешно конкурировать с такими популярными поисковыми системами как Google и Bing и в 2010 году перестал развивать собственную поисковую машину. Кроме того, компания сократила количество инженеров, занимающихся поиском, на 130 человек, и вернулась к модели сервиса ответов на вопросы.